# Université des sciences agricoles et de la médecine vétérinaire Ion Ionescu de la Brad
L'université des sciences agricoles et de la médecine vétérinaire « Ion Ionescu de la Brad » est une université publique de Iași, Roumanie, fondée en 1941.